# USS Dallas (SSN-700)
Lo USS Dallas (hull classification symbol SSN-700) è stato un sottomarino nucleare di classe Los Angeles, seconda nave della Marina degli Stati Uniti a prendere il nome dalla città di Dallas, Texas.
Il contratto di costruzione venne assegnato alla General Dynamics Corporation di Groton, Connecticut, il 31 ottobre 1973 e venne completato il 9 ottobre 1976. Il varo avvenne il 28 aprile 1979 sotto il patrocinio della signora Rita Crocker Clements, moglie dell'ex vice segretario alla Difesa Bill Clements e entrò in servizio il 18 luglio 1981 con l'allora comandante Donald R. Ferrier al comando.

## Storia
Il Dallas fu il primo sottomarino di classe Los Angeles ad essere originariamente costruito con un sistema di controllo del fuoco completamente digitale (localizzazione e arma) e un sistema sonar.
Dopo la messa in servizio, il Dallas venne assegnato al Submarine Development Squadron 12 stanziato a New London, Connecticut, dove venne coinvolto in progetti di ricerca e sviluppo.
Il 27 agosto 1981 il Dallas danneggiò il suo timone inferiore siccome si incagliò mentre si avvicinava al sito dell'Atlantic Undersea Test and Evaluation Center situato nell'arcipelago delle Andros, nelle Bahamas. Il sottomarino si liberò dopo diverse ore ed è tornò in superficie a New London, nel Connecticut, per le riparazioni.
Dal settembre 1988 fu membro del Submarine Squadron 2, anch'esso stanziato a New London. Durante il suo periodo con lo Squadron 2, il sottomarino completò il primo periodo di modernizzazione del deposito e vari schieramenti all'estero.
Nel 1998 il Dallas completò un Engineered Refuelling Overhaul (ovvero un Revisione del rifornimento di carburante ingegnerizzato) presso il cantiere navale di Portsmouth a Kittery, nel Maine. Il nucleo del reattore nucleare, un D1G-2, venne sostituito con un nucleo di tipo D2W. Il Dallas disponeva da oltre un decennio di un Dry Deck Shelter rimovibile. Questa grande camera, montata a poppa della vela, aveva una serie di sistemi ad aria, ad acqua e idraulici che consentivano al sottomarino di impiegare il Swimmer Delivery Vehicle, un mezzo altamente mobile e praticamente non rilevabile per svolgere missioni delle forze speciali.
Il Dallas, durante i suoi 38 anni di servizio, completò un dispiegamento nell'Oceano Indiano, quattro nel Mar Mediterraneo, due nel Golfo Persico e sette nel Nord Atlantico.
Durante il suo ultimo dispiegamento, avvenuto nel 2016, il Dallas solcò le 42.000 miglia marittime, facendo scalo nei porti dell'Oman, degli Emirati Arabi Uniti, del Bahrain, della Scozia e della Francia.

### Destino finale
Il Naval Sea Systems Command, la città di Dallas e la Dallas Navy League avviarono delle discussioni nel 2008 per ottenere degli oggetti provenienti dal sottomarino per poter creare un memoriale. Questi saranno disponibili durante l'effettiva fase di riciclaggio del Dallas, previsto per il 2023. Inizialmente, lo smantellamento del Dallas, era previsto nel settembre 2014. Nel maggio del 2013, i funzionari della città di Dallas, in Texas, annunciarono un piano per creare un museo marittimo a più di 250 miglia (400 km) dallo specchio d'acqua più vicino in cui un sottomarino può operare. Il sindaco Mike Rawlings e i membri di una fondazione costituita per creare la nuova struttura rivelarono che uno dei loro obiettivi era acquisire ed esporre il Dallas accanto a un edificio museale di 2.800 m2.
Nel 2013, la Marina degli Stati Uniti annunciò che il piano per ritirare il Dallas era stato rimandato al 2017 e che invece lo USS Norfolk avrebbe iniziato lo smantellamento all'inizio del 2015. La Marina degli Stati Uniti prevedeva di risparmiare 10 milioni di dollari in costi PIRA (Pre-Inactivation Restricted Availability) come risultato del cambiamento.
Il Dallas Maritime Museum, che sarà situato lungo le rive del fiume Trinity, dovrebbe contenere alcuni componenti della barca originale, come la sua vela, anche se si discute se spostare l'intero sottomarino al museo se i soldi possono essere raccolti.
La Dallas Navy League programmò di ospitare la cerimonia di radiazione in quattro giorni, che si sarebbe svolta a Galveston, in Texas, il 7 aprile 2017. La Navy League successivamente riferì che questo evento di pubbliche relazioni venne annullato dalla Marina degli Stati Uniti, citando "vincoli di bilancio" mentre operava in base a una risoluzione continua. Inoltre, i costi sostenuti dalla città di Dallas e/o dalla Marina degli Stati Uniti per l'affitto dello spazio del molo già assegnato vennero giudicati eccessivi. 
Il 4 aprile 2018, dopo quasi 37 anni di servizio attivo, il USS Dallas venne dismesso presso l'area industriale controllata del cantiere navale di Puget Sound. L'ex USS Dallas entrò nel programma di riciclaggio di navi e sottomarini della Marina degli Stati Uniti ed è in attesta di demolizione dal 2018.

## Riconoscimenti
|                                           |  |                                           |  |                                                         |
| Bronze star · Template:Ribbon devices/alt |  | Bronze star · Template:Ribbon devices/alt |  | Bronze star · Bronze star · Template:Ribbon devices/alt |

## Nella cultura di massa
- Il Dallas ha un posto di rilievo nel romanzo del 1984 di Tom Clancy "The Hunt for Red October" e nel suo adattamento cinematografico del 1990.[5]
- Il Dallas è presente insieme all'USS Charlotte, anch'esso della classe Los Angeles, nel romanzo di John Ringo "Under a Graveyard Sky".
- Il Dallas è presente nel popolare videogioco del 2009 Call of Duty: Modern Warfare 2 nella missione "L'unico giorno facile ...era ieri", insieme allo USS Chicago quando facevano parte della sesta flotta.